# Малое Позенское
Малое Позенское — пресноводное озеро на территории Амбарнского сельского поселения Лоухского района Республики Карелии.

## Общие сведения
Площадь озера — 1,2 км², площадь водосборного бассейна — 22,2 км². Располагается на высоте 46,0 метров над уровнем моря.
Форма озера лопастная, продолговатая: оно более чем на два километра вытянуто с запада на восток. Берега изрезанные, каменисто-песчаные, местами заболоченные.
Из восточной оконечности озера вытекает безымянная протока, впадающая в Позенское озеро, через которое протекает река Гридина, впадающая в Белое море.
В озере расположено не менее восьми небольших безымянных островов.
Населённые пункты вблизи водоёма отсутствуют.
Код объекта в государственном водном реестре — 02020000711102000002880.